# Oegwa-uisa Bong Dal-hee
Oegwa-uisa Bong Dal-hee (외과의사 봉달희?, lett. "La chirurga Bong Dal-hee"; titolo internazionale Surgeon Bong Dal-hee) è una serie televisiva sudcoreana trasmessa su SBS dal 17 gennaio al 15 marzo 2007.

## Trama
Bong Dal-hee affronta la vita e il lavoro con una sincerità da sempliciotta. Da piccola era cagionevole di salute, ma, dopo essere stata operata di cuore, ha deciso di diventare un medico, laureandosi in una piccola scuola del suo paese, la remota isola di Ulleungdo, e venendo inaspettatamente assunta dallo Hankook University Hospital a Seul. Dal-hee è determinata a diventare una chirurga cardiotoracica, ma le sue origini umili e la mancanza di competitività la rendono unica e perciò antipatica a Ahn Joong-geun, un chirurgo brillante ma severo che si infuria sempre per i numerosi errori commessi dalla ragazza. L'antipatia è alimentata dall'amicizia di Dal-hee con Lee Geon-wook, da sempre rivale di Joong-geun. Geon-wook è attratto da Dal-hee, ma prova ancora qualcosa per la sua ex-moglie, la pediatra Jo Moon-kyung, dalla quale ha divorziato quando ha scoperto che loro figlio era stato concepito con un altro uomo. Intanto, lavorando insieme, Joong-geun e Dal-hee si avvicinano.

## Personaggi
- Bong Dal-hee, interpretata da Lee Yo-won
- Ahn Joong-geun, interpretato da Lee Beom-soo
- Lee Geon-wook, interpretato da Kim Min-joon
- Jo Moon-kyung, interpretata da Oh Yoon-ah
- Park Jae-beom, interpretato da Kim In-kwon
- Jo A-ra, interpretata da Choi Yeo-jin
- Lee Min-woo, interpretato da Song Jong-ho
- Yang Eun-ja, interpretata da Kim Hae-sook
- Bong Mi-hee, interpretata da Kim Jung-min
- Kim Hyun-bin, interpretato da Baek Seung-hyeon
- Jang Ji-hyuk, interpretato da Jung Wook
- Lee Hyun-taek, interpretato da Park Geun-hyung
- Seo Jung-hwan, interpretato da Lee Ki-yeol
- Professor Park, interpretato da Kim Seung-wook
- Professor Jung, interpretato da Kim Myung-jin
- Istruttore Oh, interpretato da Sung Woo-jin
- Tirocinante di chirurgia, interpretato da Jo Myung-woon
- Infermiera Go, interpretata da Im Sung-min
- Infermiera Lee, interpretata da Jo Ah-ra
- Capo infermiera, interpretata da Jeon Hye-sang
- Istruttore Baek, interpretato da Lee Hyun
- Istruttore Seo, interpretato da Lee Jong-min
- Capo di medicina d'emergenza, interpretato da Jung Sung-woon
- Oh Jung-min, interpretato da Oh Man-seok (ep. 13-14)

## Riconoscimenti
| Anno | Premio               | Categoria                     | Ricevente                  | Risultato       |
| ---- | -------------------- | ----------------------------- | -------------------------- | --------------- |
| 2007 | Baeksang Arts Awards | Best New Director (TV)        | Kim Hyung-shik             | Vincitore/trice |
| 2007 | Baeksang Arts Awards | Most Popular Actor (TV)       | Lee Beom-soo               | Vincitore/trice |
| 2007 | Baeksang Arts Awards | Best Actor (TV)               | Lee Beom-soo               | Candidato/a     |
| 2007 | SBS Drama Awards     | Top Excellence Award, Actress | Lee Yo-won                 | Vincitore/trice |
| 2007 | SBS Drama Awards     | Producer's Award              | Lee Beom-soo               | Vincitore/trice |
| 2007 | SBS Drama Awards     | Netizen Popularity Award      | Lee Yo-won                 | Vincitore/trice |
| 2007 | SBS Drama Awards     | New Star Award                | Choi Yeo-jin, Song Jong-ho | Vincitore/trice |
| 2007 | SBS Drama Awards     | Top 10 Stars                  | Lee Yo-won, Lee Beom-soo   | Vincitore/trice |
| 2007 | SBS Drama Awards     | Best Couple Award             | Lee Yo-won e Lee Beom-soo  | Vincitore/trice |